# Hans Georg Wäßerling
Hans Georg Wäßerling (* 27. März 1925 in Hannover) ist ein deutscher Hochfrequenztechniker. Er war 1977 Präsident der Universität der Bundeswehr Hamburg.

## Leben
Wäßerling studierte von 1949 bis 1955 Elektrotechnik an der Technischen Hochschule Hannover. 1963 wurde er an der Fakultät für Maschinenwesen der Hochschule Hannover mit der Dissertation Die Messung mechanischer Fehler an Magnetbandlaufwerken und ihrer Auswirkungen auf gespeicherte Videosignale zum Dr.-Ing. promoviert.
Wäßerling war von 1974 bis 1990 Professor für Hochfrequenztechnik an der Universität der Bundeswehr Hamburg. 1977 war er kommissarischer Präsident der Bundeswehruniversität.